# Урочище Балка Яранська
Урочище Балка Яранська — ботанічний заказник місцевого значення. Заказник розташований поблизу с. Миколаївка, П'ятихатського району Дніпропетровської області, на межі з Кіровоградською областю, на території Мишуринорізького лісництва квартал 28, ділянка 4.
Площа заказника — 4,2 га, створений у 1977 році.
Охороняється лише мала смуга балки, колись засаджена шипшиною, яка тепер здичавіла. Поміж заростями шипшини зустрічаються ділянки степової рослинності. Іноді можна знайти рідкісні види рослин та тварин різних категорій. За межами заказної території балка засаджена здебільшого листяним лісом.